# Élvis du Vallon
Élvis du Vallon, född 23 juli 2014 i Frankrike, är en fransk varmblodig travhäst. Han tränas av Charles Cuiller och körs antagligen av Mathieu Mottier, Yoann Lebourgeois eller David Thomain.
Élvis du Vallon inledde karriären med 6 raka segrar från debuten. Han har hittills sprungit in 955 880 euro på 104 starter varav 17 segrar, 17 andraplatser och 13 tredjeplatser. Hans största seger kom i Prix de Boissy-Saint-Leger (2019).
Han har även segrat i Grand Prix Dynavena Maisagri (2021), Prix Bertrand Deloison (2021), Prix V and B (2021) och på andraplats i Prix de Nevers (2020), Prix Jean Cabrol (2021), Prix V and B (2022), Prix Jean-Luc Lagardère (2023), Grand Prix Federation Regionale du Nord (2023), Prix des Cévennes (2023), Prix Chambon P (2024) samt på tredjeplats i Prix Constant Hervieu (2020), Prix de Brest (2021), Prix Alexandre Roucayrol (2022), Grand Prix Federation Regionale du Nord (2022), Prix Chambon P (2023), Prix de l'Atlantique (2024) och Prix Jean Riaud (2024).

## Statistik
| Statistik för Élvis du Vallon (Ref.) | Statistik för Élvis du Vallon (Ref.) | Statistik för Élvis du Vallon (Ref.) | Statistik för Élvis du Vallon (Ref.) | Statistik för Élvis du Vallon (Ref.) | Statistik för Élvis du Vallon (Ref.) |
| ------------------------------------ | ------------------------------------ | ------------------------------------ | ------------------------------------ | ------------------------------------ | ------------------------------------ |
| Starter                              | Placeringar                          | Startprissumma                       | Segerprocent                         | Platsprocent                         | Rekord                               |
| 104                                  | 17-17-13                             | 955 880 euro                         | 16 %                                 | 45 %                                 | 1.09,6ak,                            |

### Större segrar
| År   | Lopp                         | Kusk            | Vinstbelopp | Grupp   |
| ---- | ---------------------------- | --------------- | ----------- | ------- |
| 2019 | Prix de Boissy-Saint-Leger   | Charles Cuiller | 36 000 EUR  | Grupp 3 |
| 2021 | Grand Prix Dynavena Maisagri | David Thomain   | 27 450 EUR  | Grupp 3 |
| 2021 | Prix Bertrand Deloison       | David Thomain   | 36 000 EUR  | Grupp 3 |
| 2021 | Prix V and B                 | David Thomain   | 31 500 EUR  | Grupp 3 |